# 弗拉泰島 (布雷扎灣)

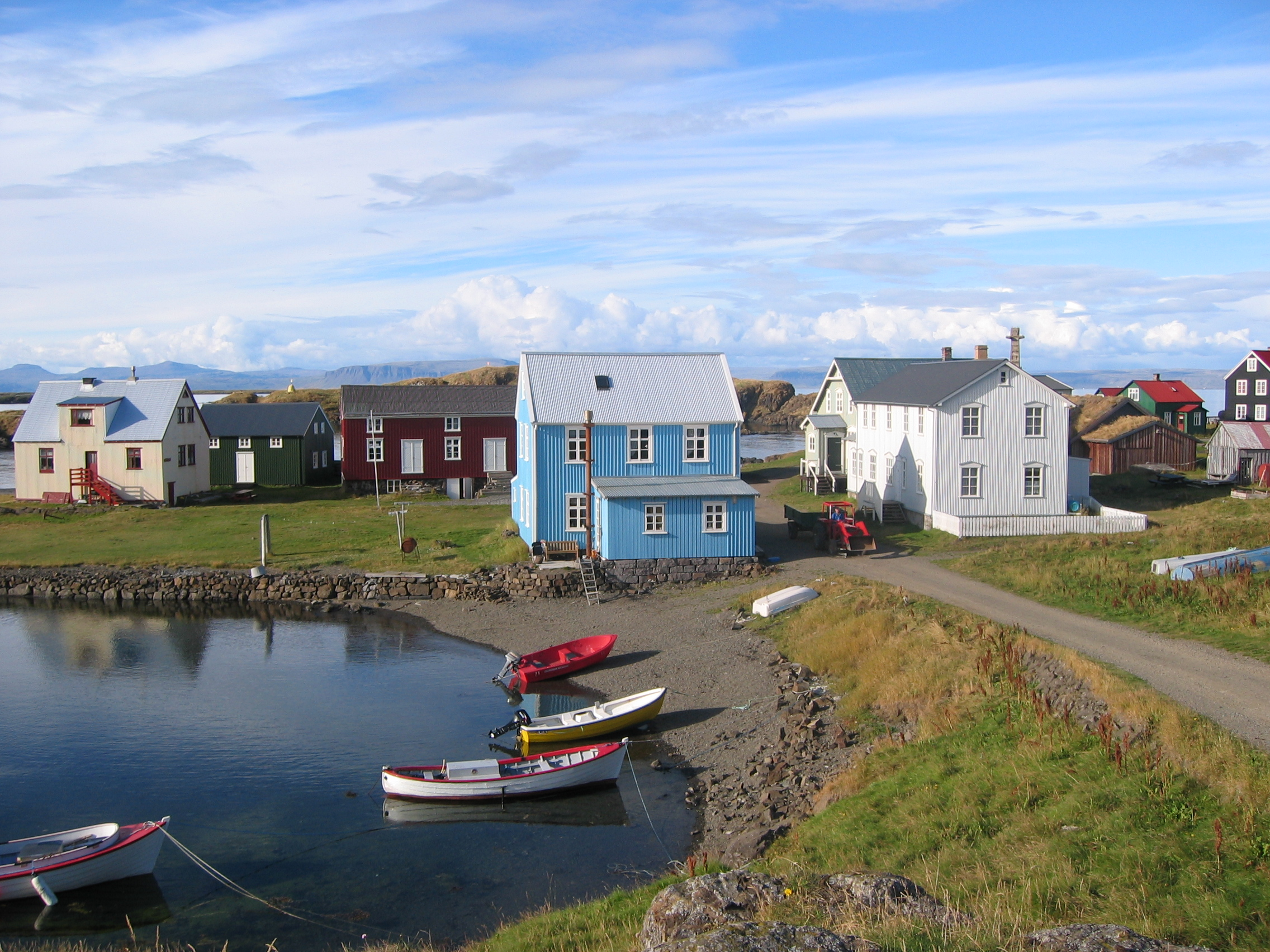

弗拉泰島是冰島的島嶼，位於大西洋的布雷扎灣海域，距離斯蒂基斯霍爾米35公里，由西峽灣區負責管轄，長2公里、寬1公里，島上的教堂建於1926年。